# Leonhard von Napiersky
Leonhard von Napiersky (* 18. Julijul. / 30. Juli 1819greg. in Neu-Pebalg, Gouvernement Livland; † 11. Oktoberjul. / 23. Oktober 1890greg. in Riga) war ein deutschbaltischer Historiker und Ratsherr in Riga.

## Leben
Leonhard Napiersky war der Sohn von Karl Eduard Napiersky (1793–1864), Pastor von Neu-Pebalg und Geschichtsforscher, und der Louise Girgensohn. Er studierte an der Kaiserlichen Universität Dorpat Jura und interessierte sich schon frühzeitig für die Rechtsgeschichte Kurlands. 1842 wurde er mit einer Dissertation über Die Morgengabe des rigischen Rechts promoviert. Viele seiner späteren Veröffentlichungen erfolgten in Zusammenarbeit mit der Gesellschaft für Geschichte und Altertumskunde der Ostseeprovinzen Russlands, deren Präsident er später wurde.
Jakob Gottlieb Leonhard Napiersky war ab 1853 Ratssekretär, ab 1878 Ratsherr in Riga.
Der Meteorologe August Wilhelm von Napiersky (1823–1885) war sein jüngerer Bruder.

## Schriften
- Bodeckers Chronik. 1890.
- Die Erbebücher der Stadt Riga, 1384-1579. Riga 1888.
- Die Libri redituum der Stadt Riga. Riga 1881. Digitalisat
- Die Quellen des Rigischen Stadtrechts bis zum Jahr 1673. Riga 1876.